# Santuario della Madonna della Rosa

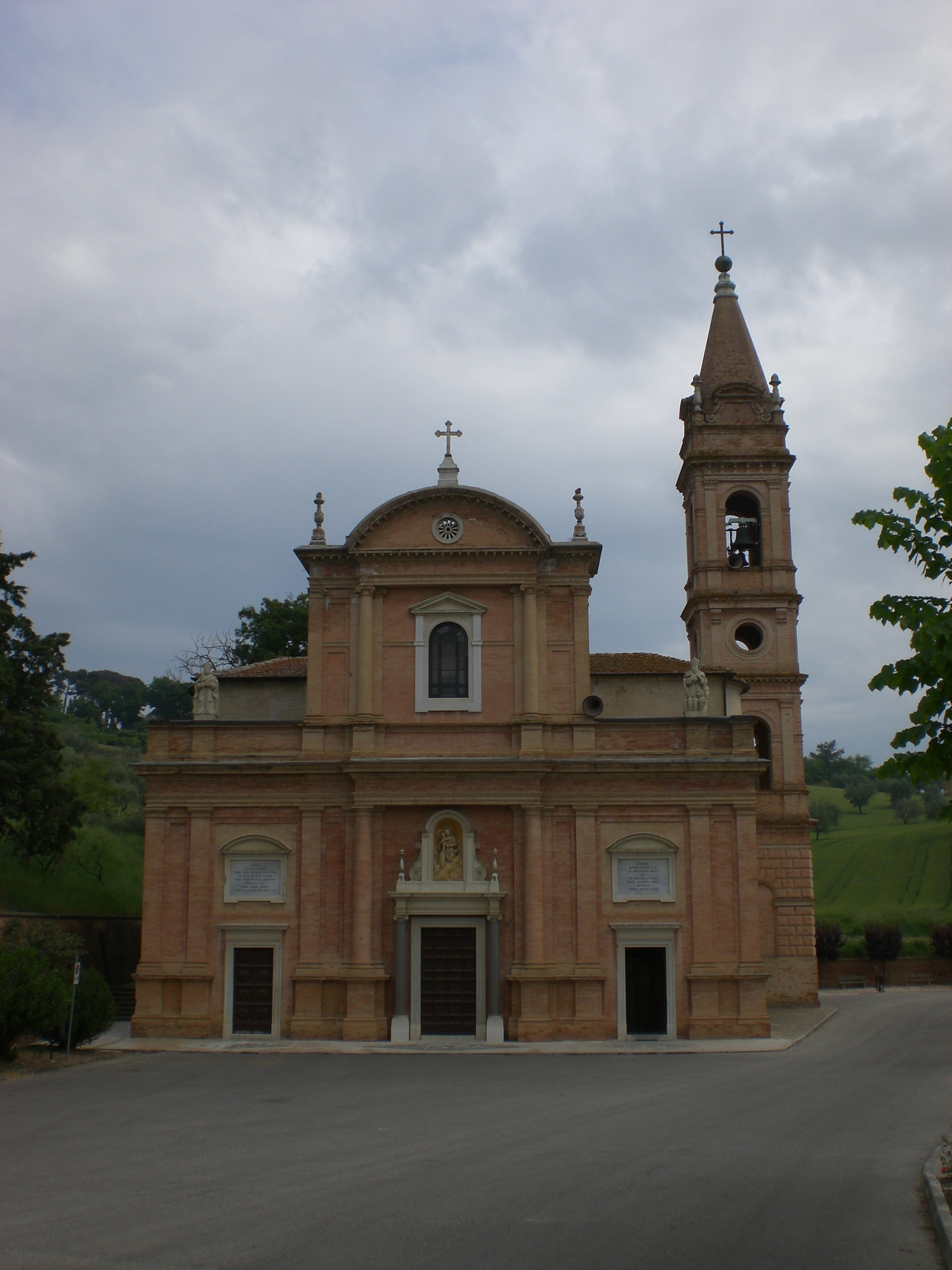
Santuário de Nossa Senhora da Rosa

O santuário della Madonna della Rosa é um importante santuário mariano localizado perto de Ostra ( AN ), na região de Marcas.

## História e descrição

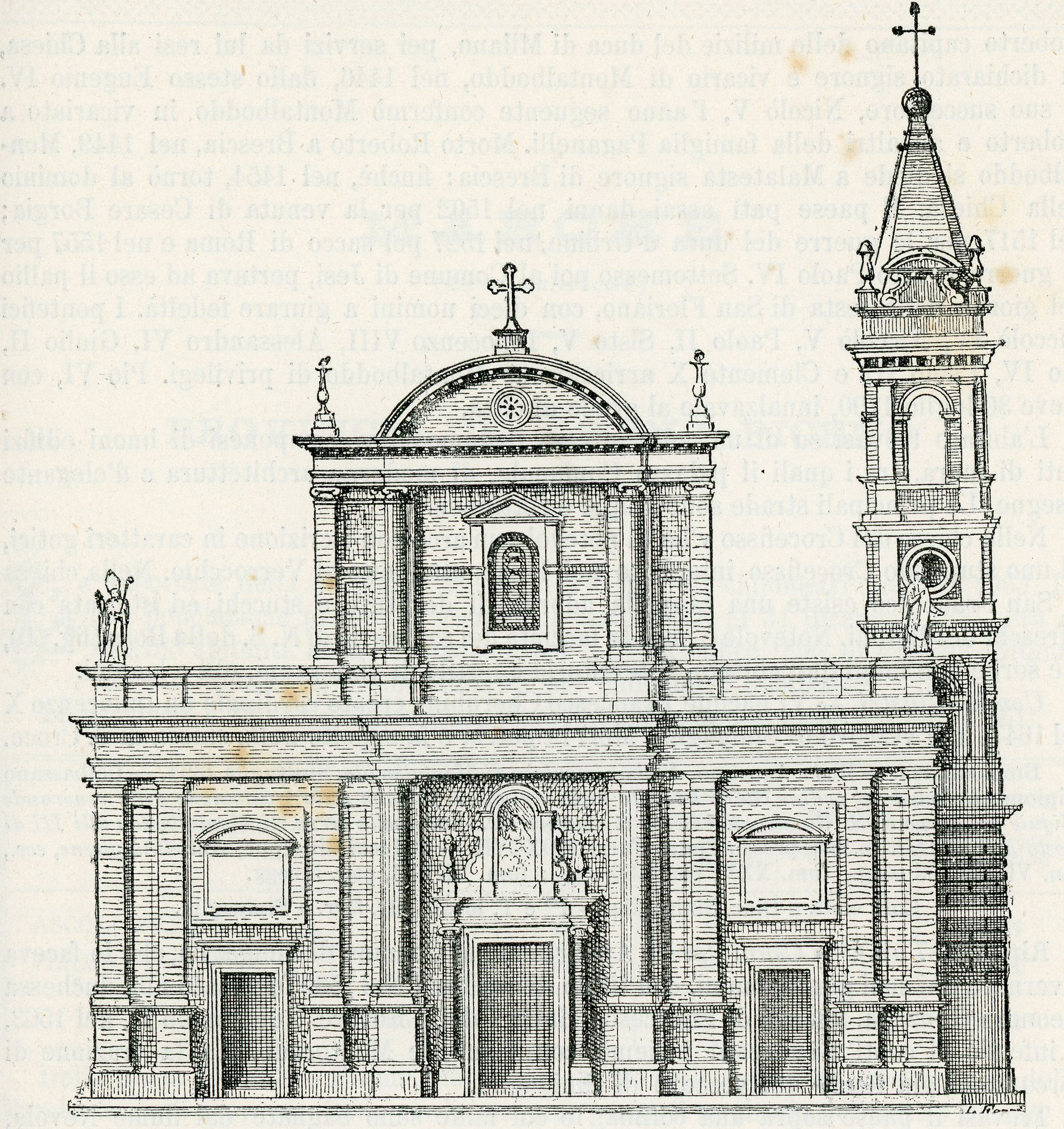
A fachada e a torre sineira do santuário em gravura de 1898.

Neste local já existia uma edícula com a imagem pintada da Madona segurando uma rosa na mão. A tradição diz que em maio de 1666 uma menina devota colocou um lírio e que a flor permaneceu fresca e perfumada por meses. Assim, multidões de fiéis começaram a peregrinar em frente ao santuário milagroso  .
Em seguida, a edícula foi substituída por uma capela  inspirada na Sanca Casa da Basílica de Loreto. A abóbada foi afrescada pelo pintor Tommaso Amantini de Urbania com a Storie della Vergine, enquanto o romano Clemente Maioli pintou os quatro Evangelisti, nos cantos, e os quatro Padri della chiesa, nos medalhões. Em 15 de julho de 1668, o bispo Marazzani de Senigallia inaugurou a capela  .
A devoção dos fiéis cresceu e a fama dos milagres operados pela Madonna della Rosa chegou ao trono papal  que em 1 de setembro de 1726 , por decreto do Capítulo do Vaticano, o bispo Domenico Bartolomeo Castelli coroou solenemente a imagem de a Madonna della Rosa e o Menino Jesus. Além disso, em 3 de setembro de 1730 foi concedido à capela o título de santuário . .
O crescente número de peregrinos levou à construção de um novo edifício, o atual, que foi construído em 6 anos, de 1748 a 1754, em redor da capela, incorporando-a . O novo templo, construído em estilo barroco tardio, tem planta em cruz grega.
A fachada e a torre sineira foram acrescentadas entre 1887 e 1891, projetadas pelo Conde Francesco Vespasiani, arquiteto da Exposição do Vaticano em Roma, em estilo neobarroco  .
No interior, numa capela do santuário, encontram-se inúmeros ex-votos e duas bandeiras turcas de 1717.